# Jacksonville (Illinois)
Jacksonville és una població dels Estats Units a l'estat d'Illinois. Segons el cens del tenia 18.940 habitants.

## Demografia
Segons el cens del 2000, Jacksonville tenia 18.940 habitants, 7.336 habitatges, i 4.416 famílies. La densitat de població era de 721,9 habitants/km².
Dels 7.336 habitatges en un 27,8% hi vivien nens de menys de 18 anys, en un 44,4% hi vivien parelles casades, en un 12,4% dones solteres, i en un 39,8% no eren unitats familiars. En el 34,2% dels habitatges hi vivien persones soles el 13,6% de les quals corresponia a persones de 65 anys o més que vivien soles. El nombre mitjà de persones vivint en cada habitatge era de 2,26 i el nombre mitjà de persones que vivien en cada família era de 2,89.
Per edats la població es repartia de la següent manera: un 22% tenia menys de 18 anys, un 14,2% entre 18 i 24, un 25,1% entre 25 i 44, un 21,9% de 45 a 60 i un 16,9% 65 anys o més.
L'edat mediana era de 37 anys. Per cada 100 dones de 18 o més anys hi havia 87,4 homes.
La renda mediana per habitatge era de 33.117 $ i la renda mediana per família de 45.595 $. Els homes tenien una renda mediana de 31.474 $ mentre que les dones 22.615 $. La renda per capita de la població era de 17.482 $. Aproximadament el 7,2% de les famílies i el 12,4% de la població estaven per davall del llindar de pobresa.

## Poblacions més properes
El següent diagrama mostra les poblacions més properes.